# ジョージ・クリフォード3世

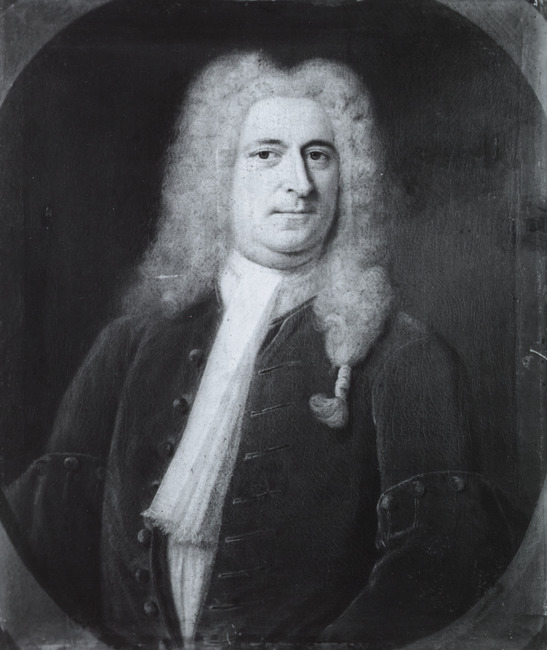

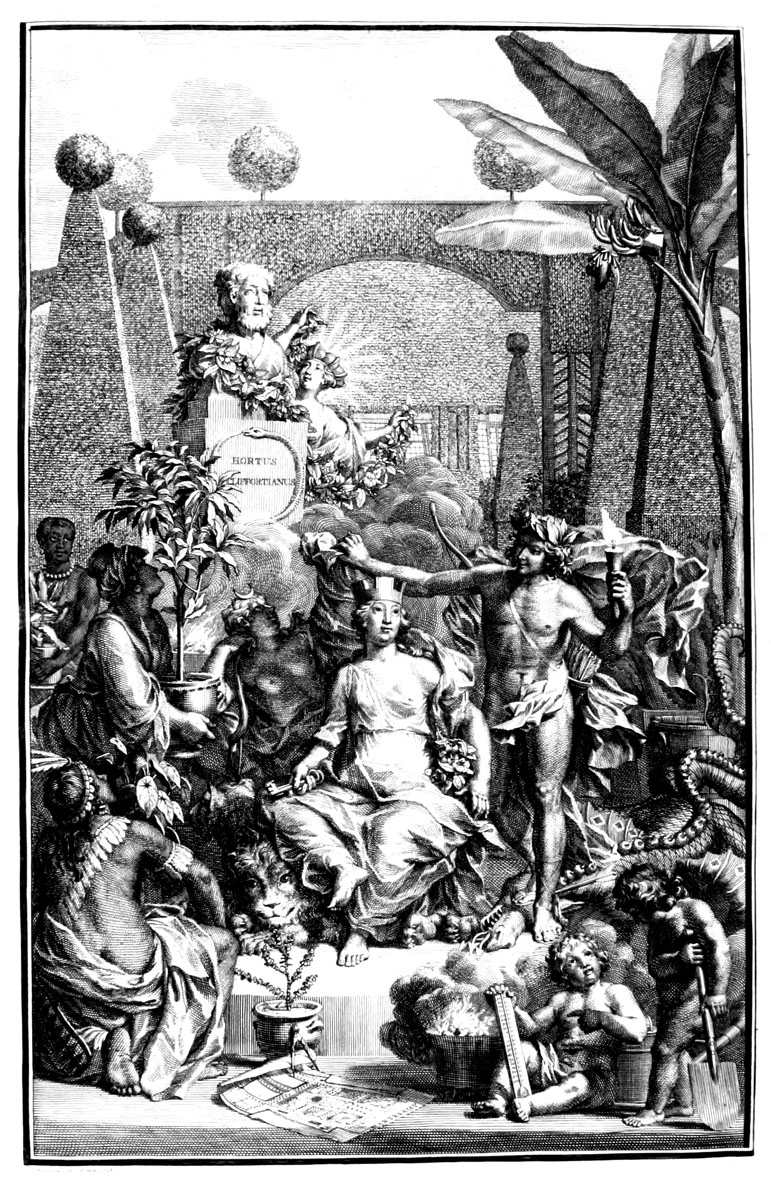
Hortus. Cliffortianusの扉絵

ジョージ・クリフォード3世（George Clifford III、1685年1月7日 - 1760年4月10日）は、オランダの法律家、博物学愛好家である。カール・フォン・リンネの研究を援助し、リンネが解説し、植物画家ゲオルク・エーレットが図版を描いた豪華本『クリフォート邸植物』（Hortus. Cliffortianus、1738年）出版の資金を提供した。
17世紀にイングランドから移住した裕福な家系で、父の2世は1713年カール6世 (神聖ローマ皇帝)に融資を行っている。一人息子の3世はアントウェルペンに生まれ、法律を学び、法学博士となった。クリフォードは、オランダ東インド会社の管理職であった。熱心な植物と動物愛好家で、オランダで有名となった、庭園と動物園をHartekampに所有した。
植物学者のヨハネス・ブルマン（Johannes Burman）の家で、リンネと出会い、リンネは1735年8月、クリフォードの庭園を訪れた。リンネとブルマンを個人医として雇い、庭園の植物の目録つくりを依頼した。リンネは数ヶ月かけて、Musa Cliffortianaを完成した。
1737年に"Viridarium Cliffortianum"を出版し、1738年にゲオルク・エーレットに図版を描かせた『クリフォート邸植物』を出版した。